# Мокосій Петро
Петро Мокосій (1892 — † 28 квітня 1965) — десятник УСС і Січових Стрільців Армії УНР.

## Життєпис
Народився 1892 в селі Саранчуки, повіт Бережани нині Тернопільського району
У 1915 році вступив добровольцем до легіону УСС і попав в російський полон у битві під Куропатниками. Під час революції вступив до Київських Січових Стрільців, з яким він пройшов усю визвольну війну.
У 1925 році емігрував до Канади. Під час туристичної поїздки в Галичину помер у Тернополі 28 квітня 1965 р.